# Grand Chelem Tennis 2
Grand Chelem Tennis 2 (Grand Slam Tennis 2 aux États-Unis) est le second jeu vidéo de tennis de la firme Electronic Arts. Cette nouvelle licence, sortie le 12 février 2012 en Europe et le 14 février 2012 aux États-Unis, est disponible sur PlayStation 3 et sur Xbox 360. Le jeu est compatible avec l'accessoire PlayStation Move.  Il s'agit de la suite de Grand Chelem Tennis.
Tout comme le premier opus, le jeu propose un panel de joueurs similaire mais toutefois avec une amélioration des graphismes.

## Licences

### Joueurs
Chez les hommes :
- Roger Federer
- Rafael Nadal
- Andy Roddick
- Jo-Wilfried Tsonga
- Novak Djokovic
- Andy Murray
- Kei Nishikori
- Lleyton Hewitt

Chez les femmes :
- Ana Ivanović
- Maria Sharapova
- Venus Williams
- Serena Williams

Chez les légendes :
- Pete Sampras
- John McEnroe
- Björn Borg
- Michael Stich
- Boris Becker
- Pat Cash
- Stefan Edberg
- Lindsay Davenport
- Chris Evert
- Justine Henin
- Martina Navrátilová

### Courts
Tous les principaux courts des quatre tournois du Grand Chelem sont licenciés.

## Bande-son
Les commentaires en anglais sont assurés par Pat Cash, assisté de John McEnroe chargé de l'analyse du jeu. En français, c'est Guy Forget qui tient le rôle de commentateur.

## Accueil
- Famitsu : 29/40 [1]
- Jeuxvideo.com : 15/20[2]